# 香港商業中心

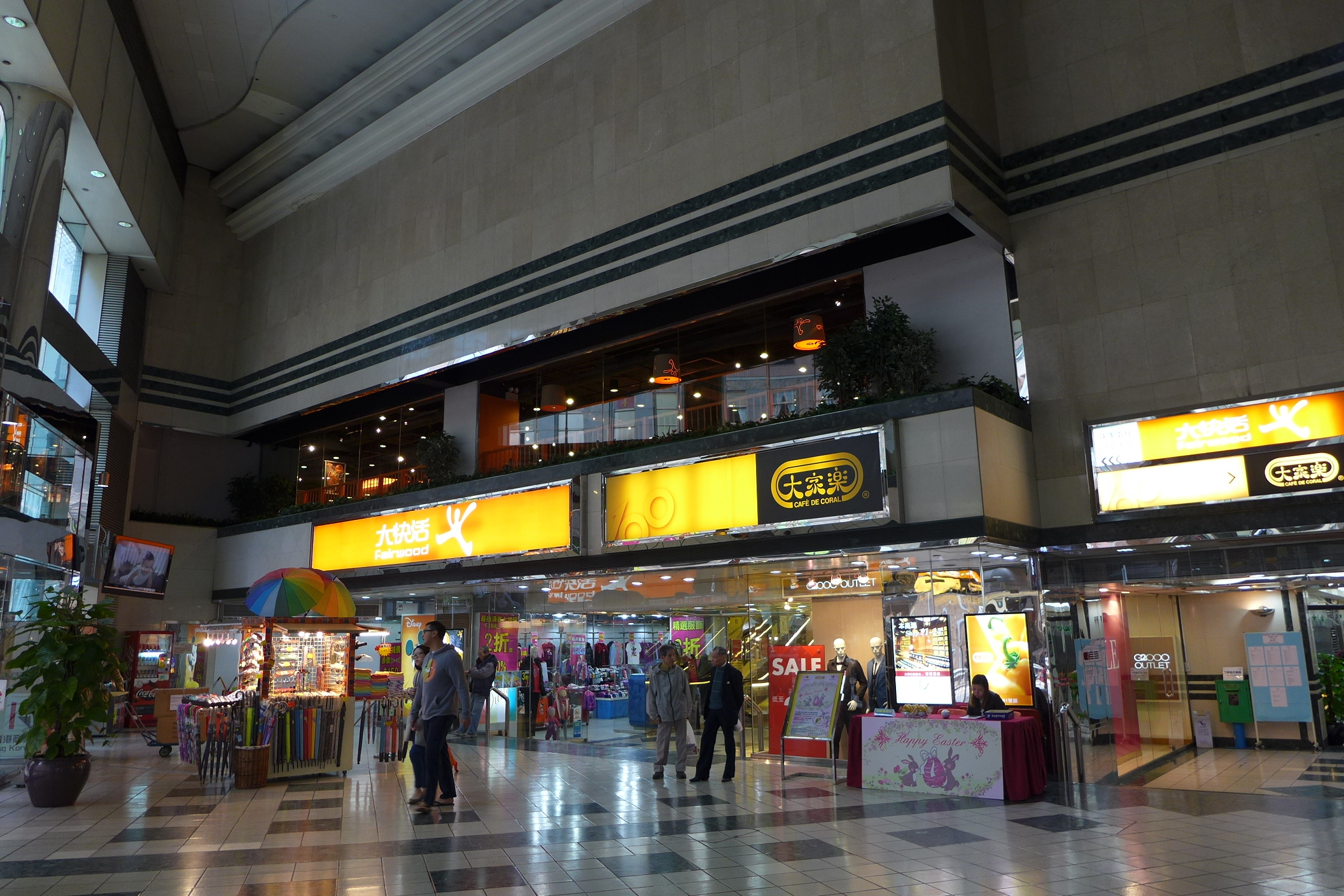
商場入口中庭

香港商業中心（英語：Hong Kong Plaza）為香港中西區西環干諾道西188號的小型商場及商廈。大廈樓高42層，佔地25,977平方呎，於1984年落成，發展商為新鴻基地產、利興置業、怡華置業和益新置業，曾經是西環最高的建築物，前身是香港人造花廠。
大廈正門位於德輔道西，為石塘咀繼創業中心後代表建築物之一。

## 商場
商場樓高兩層，於2016年進行翻新。到2017年2月開設全球首間以Hello Kitty為主題（期間限定）的一田超級市場。

## 寫字樓租戶
- 41樓：譚競正會計師事務所（4111-12室）
- 37樓：中港通電訊（3701-02室及14-15室）
- 34樓：富士達
- 32樓：太平洋恩利[1]
- 31樓：粵港汽車（3108-12室）
- 24樓：新城市管理服務有限公司 [2]（2403-06室）
- 9樓：諦嬡諾有限公司（915室）

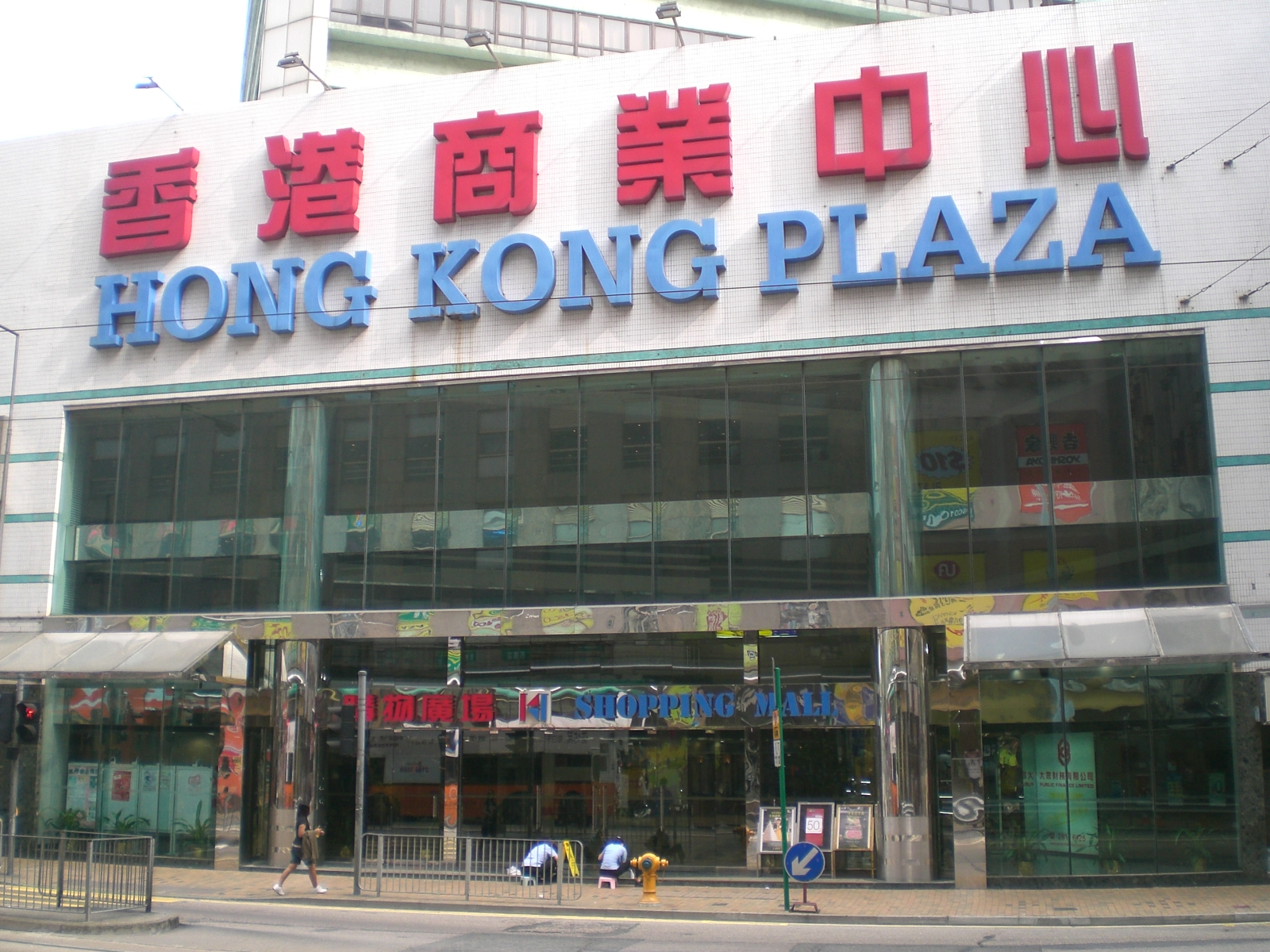
翻新前商場正門
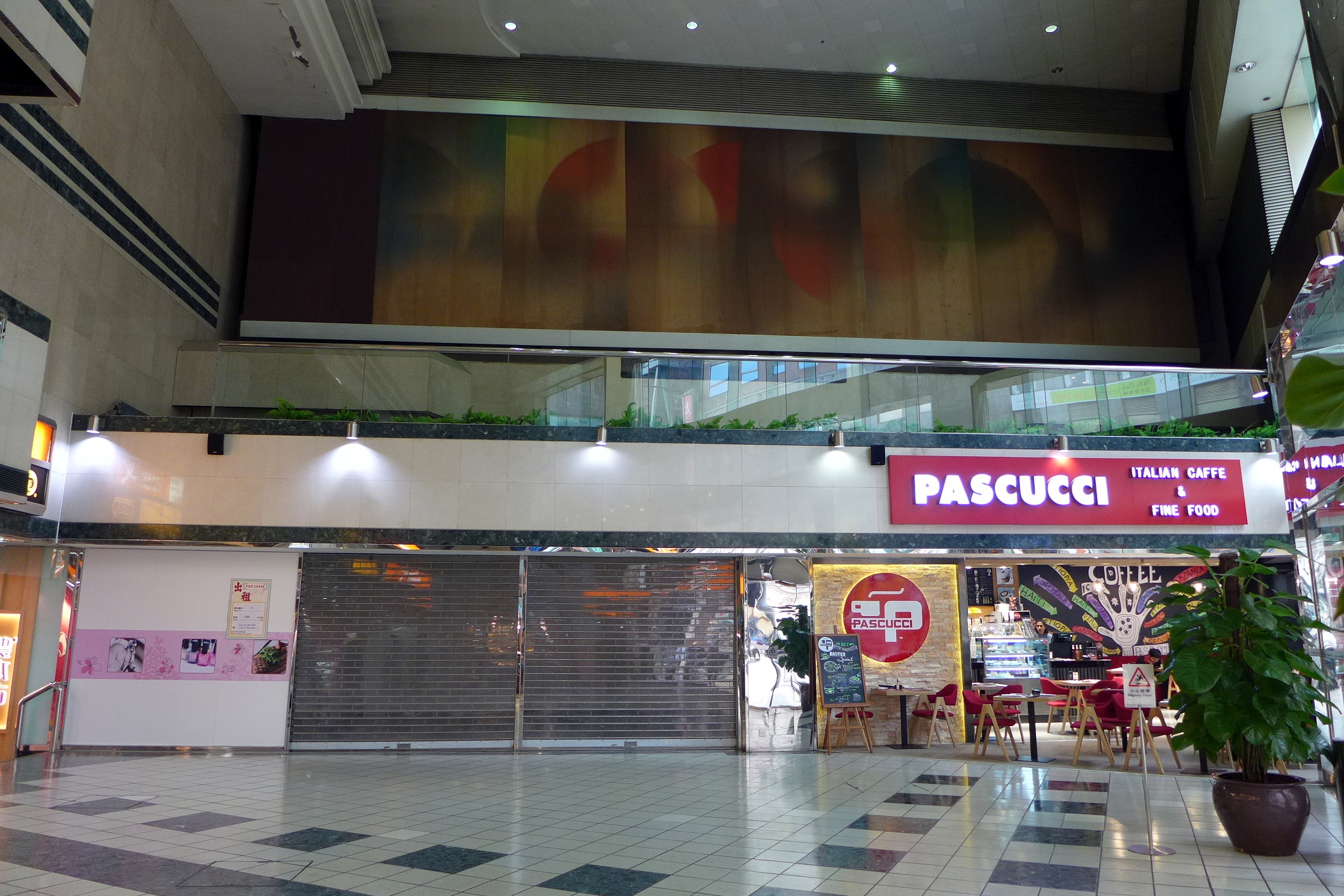
商場入口中庭壁畫，在2017年翻新後消失
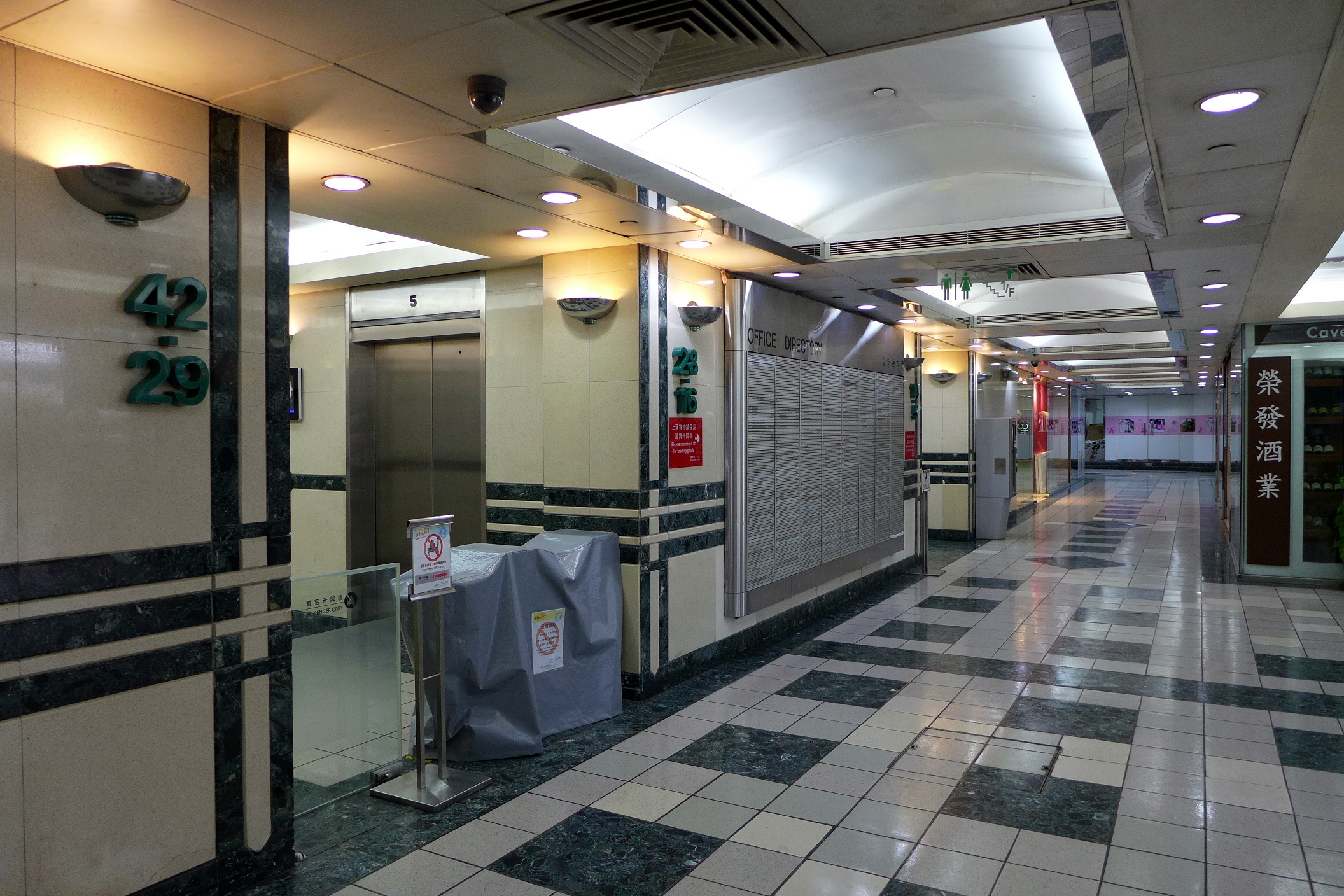
寫字樓大堂
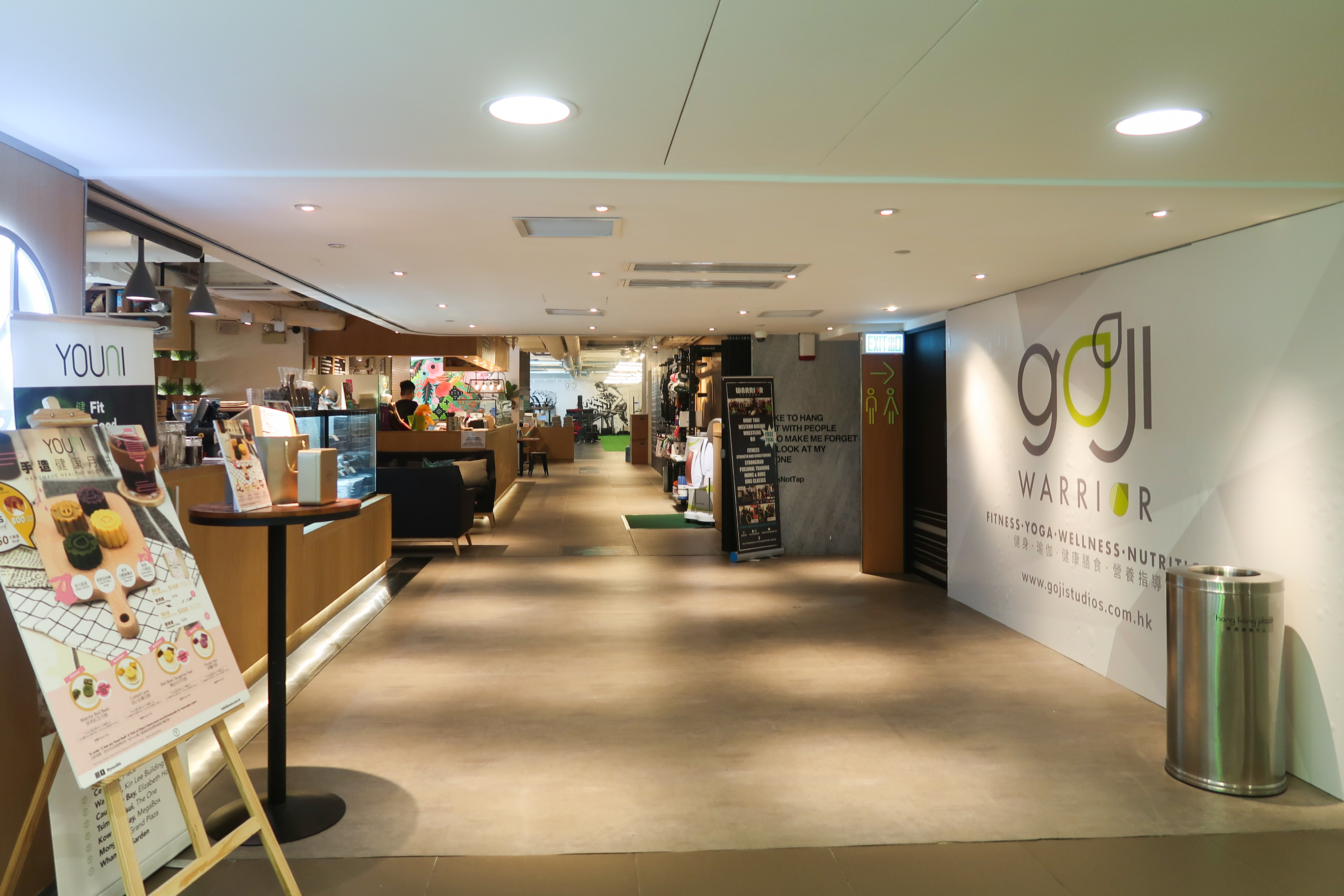
1樓goji warrior健身中心

## 鄰近地點
- 太平洋廣場
- 均益大廈1期
- 香港今旅

## 人流
香港商業中心商場的遊人，都是其上層寫字樓的文職人員，及附近的街坊。此大廈沒有大酒樓或者著名餐廳，人流來自南面毗鄰的太平洋廣場，及東面香港賽馬會投注站的顧客。大家樂的食客也不少。

## 外部連結
- 香港商業中心 （页面存档备份，存于）